# Épipogon sans feuilles
Epipogium aphyllum
Espèce
Statut CITES
L'épipogon sans feuilles (Epipogium aphyllum) est une espèce d'orchidées terrestre eurasiatique.

## Description
C'est une plante mycohétérotrophe, rhizomateuse, aux inflorescences lâches de fleurs pédicellées pendantes présentant leur labelle en position supérieure (pas de résupination de l'ovaire). Le labelle est à la fois trilobé et articulé, l'hypochile présente deux lobes entourant une cupule nectarifère se prolongeant par un gros éperon tourné vers le haut, l'épichile cordiforme montre deux ou trois rangs de crêtes plus ou moins rougeâtres.
Elle est largement dépourvue de chlorophylle, d'où son apparence blanchâtre, translucide voire albinos.

## Répartition et écologie
Cette espèce eurosibérienne est mycohétérotrophe, très rare en France et protégée sur le plan national ; on peut la rencontrer dans les forêts montagnardes de hêtres ou de sapins sur un sol d'humus profond alcalin à peu acide, où elle nécessite la présence de champignons mycorhiziens associés à ses racines pour se développer.
Vivace, chaque spécimen peut cependant ne pas fleurir pendant plusieurs années avant de réapparaître, voire fleurir sous terre,,.
L'épipogon côtoie fréquemment le monotrope sucepin, autre plante achlorophyllienne. Cette espèce est inscrite à la liste des espèces protégées du Livre rouge de Russie.